# Campanula alpestris
La campanula occidentale (nome scientifico Campanula alpestris All., 1785) è una pianta erbacea dai fiori blu a forma di campanella appartenente alla famiglia delle Campanulaceae.

## Etimologia
Il nome generico (campanula) deriva dalla forma a campana del fiore; in particolare il vocabolo deriva dal latino e significa: piccola campana.

Dalle documentazioni risulta che il primo ad usare il nome botanico di “Campanula” sia stato il naturalista belga Rembert Dodoens, vissuto fra il 1517 e il 1585. Tale nome comunque era in uso già da tempo, anche se modificato, in molte lingue europee. Infatti nel francese arcaico queste piante venivano chiamate “Campanelles” (oggi si dicono “Campanules” o “Clochettes”), mentre in tedesco vengono dette “Glockenblumen” e in inglese “Bell-flower” o “Blue-bell”. In italiano vengono chiamare “Campanelle”. Tutte forme queste che derivano ovviamente dalla lingua latina. L'epiteto specifico (alpestris) fa ovviamente riferimento la tipico habitat di queste piante; in particolare si riferisce alle zone montane più basse la cui vegetazione è influenzata dalle colline pedemontane.

Il nome scientifico della specie è stato definito per la prima volta dal botanico e medico italiano Carlo Ludovico Allioni (Torino, 23 settembre 1728 – Torino, 30 luglio 1804) nella pubblicazione  Auctarium ad Synopsim Methodicam Stirpium Horti Reg. Taurinensis - 11." del 1773 e successivamente in "Flora Pedemontana sive Enumeratio Methodica Stirpium Indigenarum Pedemontii - 113. t. 6. f. 3." del 1785.

## Descrizione

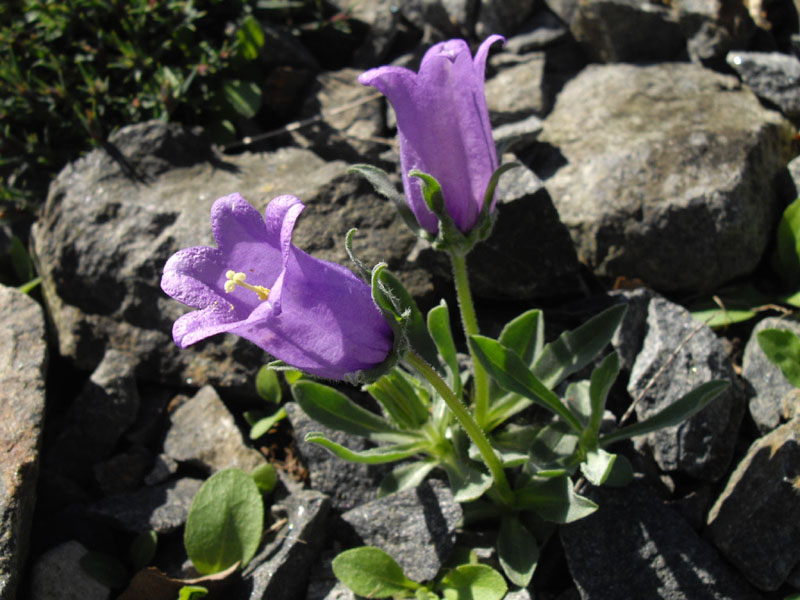
L'habitus e l'habitat

Queste piante possono arrivare fino a 3 – 12 cm di altezza. La forma biologica è emicriptofita scaposa (H scap), ossia in generale sono piante erbacee, a ciclo biologico perenne, con gemme svernanti al livello del suolo e protette dalla lettiera o dalla neve e sono dotate di un asse fiorale eretto e spesso privo di foglie. Contengono lattice lattescente e accumulano inulina.

### Radici
Le radici sono secondarie da rizoma.

### Fusto
- Parte ipogea: la parte sotterranea è formata da rizomi ramificati e portanti brevi fusti.
- Parte epigea: la parte aerea del fusto è ascendente, monocefala e ricoperta da grossi peli ghiandolosi.

### Foglie
Le foglie sono spiralate e senza stipole; hanno delle lamine intere: quelle inferiori con forme oblanceolato-spatolate; quelle superiori progressivamente lineari. Tutte le foglie sono ricoperte da un denso tomento.

### Fiore
Le infiorescenze sono formate da singoli fiori dalla tipica forma campanulata. Non sono presenti brattee. I fiori sono tetra-ciclici, ossia sono presenti 4 verticilli: calice – corolla – androceo – gineceo (in questo caso il perianzio è ben distinto tra calice e corolla) e pentameri (ogni verticillo ha 5 elementi). I fiori sono ermafroditi e attinomorfi. Lunghezza del fiore: 30 – 45 mm.
- Formula fiorale: per questa pianta viene indicata la seguente formula fiorale:

K (5), C (5), A (5), G (2-5), infero, capsula
- Calice: il calice, lungo 1 cm, è formato da 5 sepali lineari più o meno concresciuti. Tra un dente e l'altro del calice è inserita una appendice riflessa.
- Corolla: la corolla campanulata, lunga 3 – 4 cm, è formata da 5 petali più o meno concresciuti in un tubo; i denti della corolla, appena carenati, sono brevi e ottusi lunghi 1/3 della corolla e più corti dell'ovario. Il colore è azzurro-violaceo. I petali sono privi di ali marginali.
- Androceo: gli stami sono 5 con antere, libere (ossia saldate solamente alla base) e filamenti sottili ma membranosi alla base. Il polline è 3-porato e spinuloso.
- Gineceo: lo stilo è unico con 3 stigmi. L'ovario è infero, 3-5-loculare con placentazione assile (centrale), formato da 5 carpelli. Lo stilo sporge poco dalla corolla e possiede dei peli per raccogliere il polline. L'ovario è privo del disco nettarifero.
- Fioritura: da giugno a agosto.

### Frutti
I frutti sono delle capsule poricide 3-loculare, ossia deiscenti mediante pori laterali aprentesi inferiormente ai denti calicini; i semi sono molto minuti.

## Riproduzione
- Impollinazione: l'impollinazione avviene tramite insetti (impollinazione entomogama). In queste piante è presente un particolare meccanismo a "pistone": le antere formano un tubo nel quale viene rilasciato il polline raccolto successivamente dai peli dallo stilo che nel frattempo si accresce e porta il polline verso l'esterno.[9]
- Riproduzione: la fecondazione avviene fondamentalmente tramite l'impollinazione dei fiori (vedi sopra).
- Dispersione: i semi cadendo a terra (dopo essere stati trasportati per alcuni metri dal vento, essendo molto minuti e leggeri – disseminazione anemocora) sono successivamente dispersi soprattutto da insetti tipo formiche (disseminazione mirmecoria).

## Distribuzione e habitat

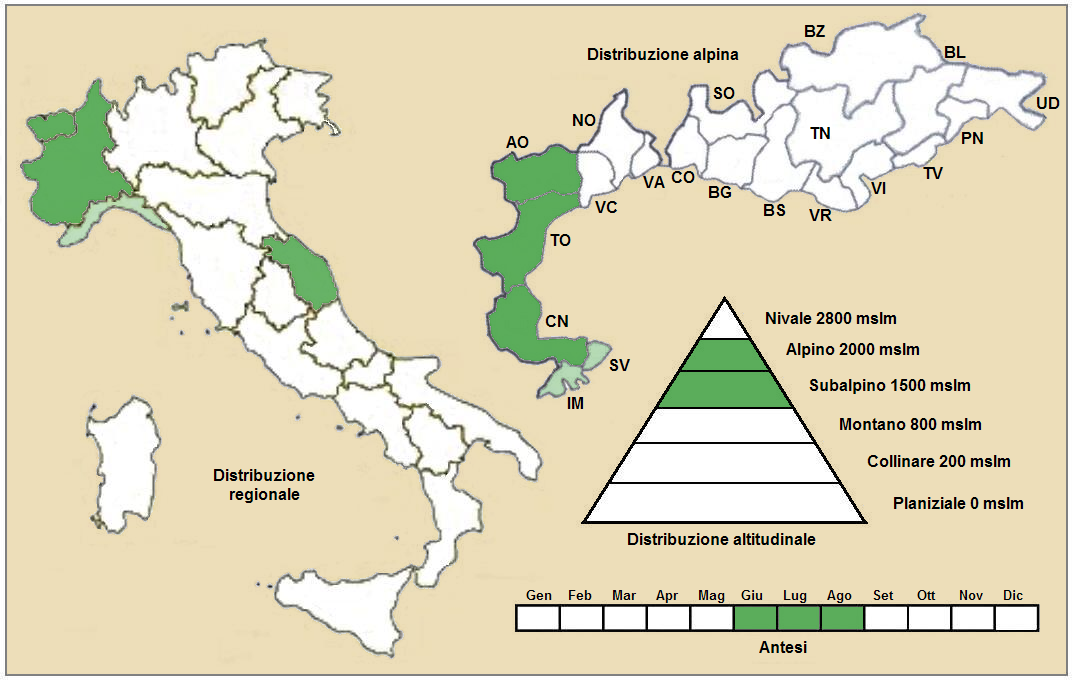
Distribuzione della pianta
(Distribuzione regionale – Distribuzione alpina)

- Geoelemento: il tipo corologico (area di origine) è Subendemico o anche Ovest Alpico.
- Distribuzione: in Italia è presente al nord-ovest e al centro. Nelle Alpi, oltre frontiera, è presente in Francia (dipartimenti di Alpes-de-Haute-Provence, Hautes-Alpes, Alpes-Maritimes, Drôme, Isère e Savoia).[11]
- Habitat: l'habitat tipico per queste piante sono i detriti fini e le ghiaie; ma anche i ghiaioni e le morene. Il substrato preferito è calcareo ma anche calcareo/siliceo con pH neutro, medi valori nutrizionali del terreno che deve essere mediamente umido.[11]
- Distribuzione altitudinale: sui rilievi queste piante si possono trovare da 2000 fino a 2800 m s.l.m.; frequentano quindi i seguenti piani vegetazionali: subalpino e alpino.

### Fitosociologia
Dal punto di vista fitosociologico Campanula alpestris appartiene alla seguente comunità vegetale:
Formazione: delle comunità delle fessure, delle rupi e dei ghiaioni
Classe: Thlaspietea rotundifolii
Ordine: Thlaspietalia rotundifolii
Alleanza: Thlaspion rotundifolii

## Tassonomia
La famiglia di appartenenza della Campanula alpestris (Campanulaceae) è relativamente numerosa con 89 generi per oltre 2000 specie (sul territorio italiano si contano una dozzina di generi per un totale di circa 100 specie); comprende erbacee ma anche arbusti, distribuiti in tutto il mondo, ma soprattutto nelle zone temperate. Il genere di questa voce appartiene alla sottofamiglia Campanuloideae (una delle cinque sottofamiglie nella quale è stata suddivisa la famiglia Campanulaceae) comprendente circa 50 generi (Campanula è uno di questi). Il genere Campanula a sua volta comprende 449 specie (circa 50 nella flora italiana) a distribuzione soprattutto circumboreale.

### Sinonimi
Questa entità ha avuto nel tempo diverse nomenclature. L'elenco seguente indica alcuni tra i sinonimi più frequenti:
- Campanula allionii Vill.
- Campanula nana Lam.
- Campanula trilocularis Turra

### Specie simili
Una specie simile alla campanula alpestre è la Campanula cenisia L., ma si distingue per la parte apicale dei petali molto allargata; oppure la Campanula morettiana Rchb., ma ha una distribuzione alpina più orientale e le foglie si presentano ispide.

## Altre notizie
La campanula alpestre in altre lingue è chiamata nei seguenti modi:
- (DE)  Westalpen-Glockenblume
- (FR)  Campanule alpestre